# 沙丁鯷波魚
沙丁鯷波魚（学名：Engraulicypris sardella）为輻鰭魚綱鯉形目鲤科的其中一種，分布於非洲馬拉威湖及雪利河流域，體長可達13公分，棲息在水底，為高經濟價值的食用魚及觀賞魚。